# 片岡達也
片岡 達也（かたおか たつや、1967年〈昭和42年〉1月2日 - ）は、日本の実業家、銀行家。横浜銀行代表取締役頭取。コンコルディア・フィナンシャルグループ代表取締役社長、全国地方銀行協会副会長。

## 来歴・人物
神奈川県横浜市出身。東京理科大学理学部応用数学科卒業。1990年に横浜銀行に入行し、個人営業部長・2018年コンコルディア・フィナンシャルグループ執行役員・2019年東日本銀行取締役を経て2022年に横浜銀行の取締役に就任する。2022年に大矢恭好の後任として横浜銀行代表取締役頭取に就任した。
2022年6月の株主総会を経てコンコルディア・フィナンシャルグループの代表取締役新社長に就任した。
2024年12月、2025年6月から全国地方銀行協会の会長に就任することが内定したことを同協会が発表した。任期は1年の予定としている。

## 略歴
- 1990年（平成02年）
  - 4月 横浜銀行入行
- 2009年（平成21年） 
  - 4月 同鴨居駅前支店長
- 2010年（平成22年）  
  - 12月 同ロンドン駐在員事務所長
- 2013年（平成25年） 
  - 4月 同経営企画部事業戦略企画室長
- 2016年（平成28年） 
  - 4月 同営業企画部副部長 兼 営業企画部金融テクノロジー事業化推進室長
- 2017年（平成29年）
  - 4月 同個人営業部長
- 2018年（平成30年）
  - 4月 コンコルディア・フィナンシャルグループ執行役員経営企画部長
- 2019年（令和元年）
  - 4月 横浜銀行執行役員総合企画部長(11月同退任)
  - 12月 コンコルディア・フィナンシャルグループ執行役員グループ機能強化担当
  - 12月 東日本銀行取締役経営企画部担当
- 2022年（令和4年）
  - 4月 横浜銀行取締役頭取
  - 6月 コンコルディア・フィナンシャルグループ代表取締役社長、全国地方銀行協会副会長[9]
- 2025年（令和7年）
  - 6月 全国地方銀行協会会長（予定）[8]